# Aero Contractors (Нігерія)
Aero Contractors Company of Nigeria Limited, що діє як Aero Contractors, — нігерійська авіакомпанія зі штаб-квартирою в місті Ікеджа (штат Лагос), що працює у сфері регулярних і чартерних авіаперевезень на внутрішніх маршрутах країни і за її межами.

## Історія
Авіакомпанія Aero Contractors була утворена в 1959 році, а в наступному році отримала офіційну реєстрацію в Нігерії. На початковому етапі компанія повністю належала нідерландському авіаперевізнику Schreiner Airways B. V.. У 1973 році 40% власності Aero Contractors було реалізовано нігерійському інвестиційному холдингу, в 1976 році ця частка збільшилася до 60%. У січні 2004 року Schreiner Airways придбана канадської вертолітного компанією Canadian Helicopter Corporation (CHC), у розпорядження якої вони були передані решту 40% власності нігерійської авіакомпанії в той час, як 60% залишалися у володінні сім'ї Ібру. З 2010 року Aero Contractors повністю належить сімейному бізнесу Ібру.
До складу Aero Contractors входять два дочірні підрозділи:
- Fixed Wing — регулярні пасажирські перевезення між аеропортами Нігерії та в західній Африці;
- Rotary Wing — вертолітні перевезення по об'єктах газо - і нафтовидобувній промисловості країни[4].

## Маршрутна мережа

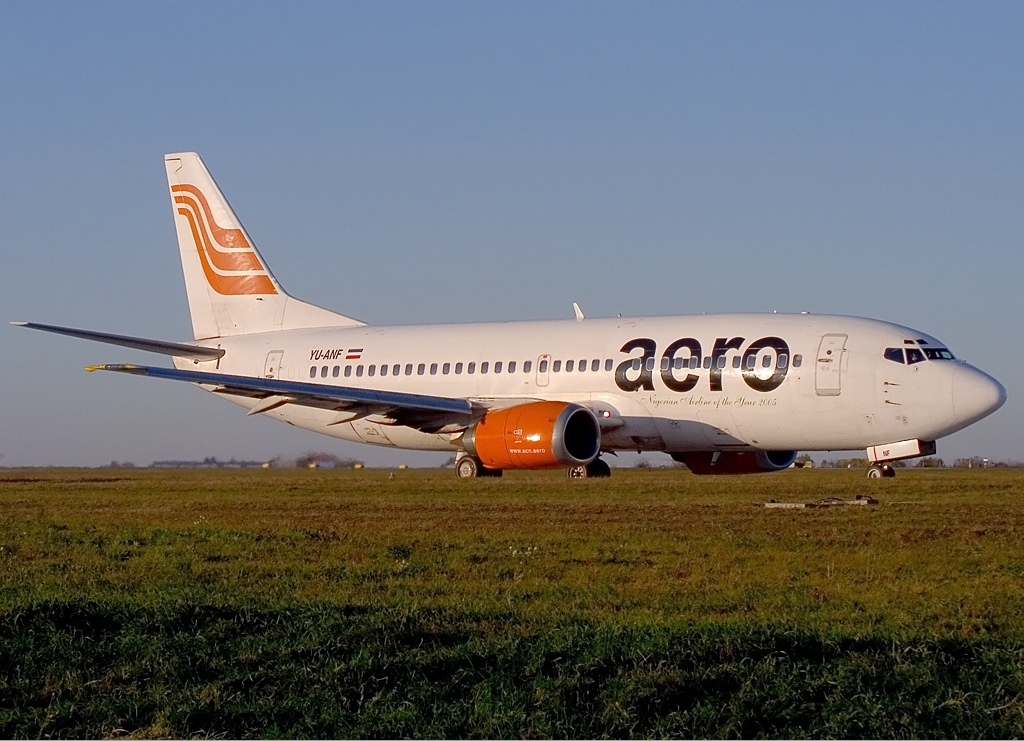
Руління на зліт Boeing 737-300 авіакомпанії Aero Contractors в міжнародному аеропорту Белграда імені Миколи Тесла

Маршрутна мережа регулярних перевезень авіакомпанії Aero Contractors охоплює наступні пункти призначення:
- Гана
  - Аккра — міжнародний аеропорт Котока
- Нігерія
  - Абуджа — міжнародний аеропорт імені Ннамді Азіківе
  - Бенін-Сіті — аеропорт Бенін
  - Калабар — міжнародний аеропорт імені Маргарет Екпо
  - Кано — аеропорт імені Аміну Кано
  - Енугу — міжнародний аеропорт імені Акану Ібіама
  - Лагос — міжнародний аеропорт імені Муртали Мохаммеда хаб
  - Оверрі — аеропорт імені Сема Мбакве
  - Порт-Гаркорт
    - авіабаза Порт-Харкорт
    - міжнародний аеропорт Порт-Харкорт

  - Уйо — аеропорт імені Аква Ібома
  - Варрі — аеропорт Осубі

## Флот
У лютому 2012 року повітряний флот авіакомпанії Aero Contractors складали наступні літаки:
- 3 Boeing 737-400
- 6 Boeing 737-500
- 2 Bombardier Dash 8 Q300